# Mycoacia subconspersa
Mycoacia subconspersa är en svampart som först beskrevs av Rick, och fick sitt nu gällande namn av Hjortstam & Ryvarden 1982. Mycoacia subconspersa ingår i släktet Mycoacia och familjen Meruliaceae.   Inga underarter finns listade i Catalogue of Life.